# Schaep (geslacht)

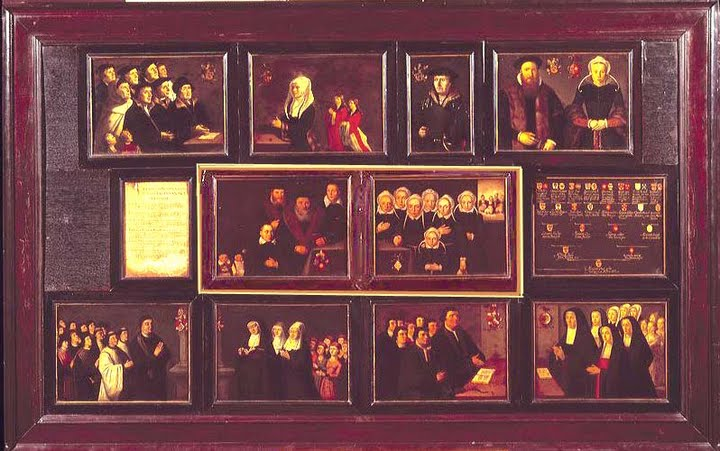
Portretten en kwartierstaat der voorouders van Gerrit Pietersz Schaep van moederszijde', collectie Amsterdams Historisch Museum, bruikleen Backer Stichting (17e eeuw)

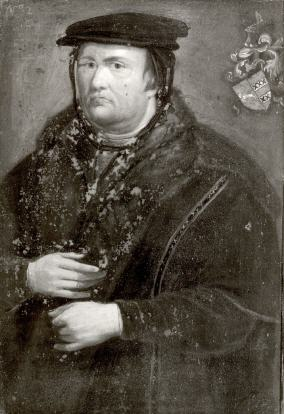
Jacob Pietersz Schaep (1486-1544), schepen van Amsterdam

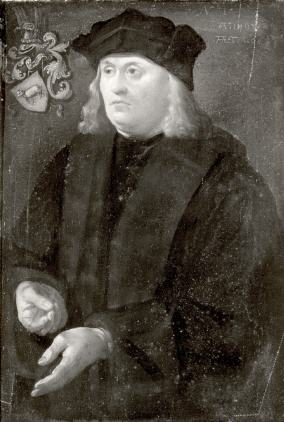
Pieter Jacobsz Schaep

Het geslacht Schaep is een geslacht van oorspronkelijk lage adel uit de provincie van Overijssel, dat tot de Nederlandse patriciaat behoort.

## Geschiedenis
In de middeleeuwen bewoonden diverse leden van het riddermatige geslacht Schaep de havezate Den Dam, niet ver van Hellendoorn. De familie Schaep was onder meer verwant met de families Van Voorst tot Voorst, Van Renesse, Van Heeckeren, Bicker en Backer. De familie Schaep was een van de weinige regentenfamilies, die én voor én na de Alteratie van 1578, samen met de verzwagerde geslachten Boelens Loen, Bicker, Backer en Burgh, tot de regering der stad Amsterdam behoorde.
Tot hun bezittingen behoorden de kastelen "Den Dam", "Batestein", "Huis Windesheim" en "Venendal".

## Bekende leden zijn
- Dirk Jacobsz Schaep, schepen van Amsterdam
- Dirk Jacobsz. Schaep († 1579), heer van kasteel Batestein, stadhouder van de Utrechtse lenen
- Jacob Pietersz Schaep, koopman, aangeslagene bij de capitale impositie van 1585 te Amsterdam
- Gerard Pieterz Schaep, gezant in Engeland
- Gerrit Schaep, heer van kasteel Batestein, Amsterdamse burgemeester
- Simon Gerritsz Schaep (1566-1646), hij was brouwer op de Oudezijds Achterburgwal 'In den Burgh' en stichtte samen met zijn zwager Abel Matthijsz Burgh de hofstede Schaep en Burgh in 's-Graveland
- Gerard Schaep (1598-1666), zoon van Simon, Heer van Kortenhoef, regent en burgemeester van Amsterdam, gezant in Denemarken, leider van de Amsterdamse kerkelijke fractie
- Gerard Schaep, Pietersz. (1599-1664), diplomaat, genealoog en historicus
- Pieter Schaep was, samen met Jacob de Graeff, Gerbrand Pancras, Sybrant Valckenier, een van de eerstesteenleggers van een nieuw stadhuis op de Dam, dat in 1655 werd ingewijd[3]
- Johan Bernard Schaep (1633-1666), schepen, raad ter Admiraliteit in het Noorderkwartier, hoogheemraad van de Beemster en kapitein der burgerij van Amsterdam
- Reinier Schaep tot Winshem (* 1639), lid van de ridderschap en raad van de Staten van Overijssel
- Hendrik Schaep tot de Dam, heer van het Huis de Dam te Hellendoorn en van Huis Windesheim in Overijssel, proost van het kapittel van sint Marie te Utrecht